# Coleophora scioleuca
Coleophora scioleuca é uma espécie de mariposa do gênero Coleophora pertencente à família Coleophoridae.